# Villar del Rey
Villar del Rey è un comune spagnolo di 2 302 abitanti situato nella comunità autonoma dell'Estremadura, comarca Tierra de Badajoz.